# FIGlet
FIGlet es una aplicación informática que genera banners de texto, en varias tipografías, formadas por letras compuestas por conglomerados de caracteres ASCII más pequeños.

## Historia
De acuerdo con su página web, FIGlet significa "Frank, Ian and Glenn's LETters", los nombres de sus creadores, Glenn Chappell (el programador principal), Ian Chai y Frank, cuya firma de correo electrónico inspiró el programa.  Las tipografías del programa se inspiraron a partir de varios artículos y firmas de la Usenet.

## Uso
FIGlet puede leer el mensaje desde la entrada estándar (standard input) o como parte de la línea de comandos.  La salida es en la consola estándar.  Algunos argumentos comúnmente usados son:
- -f para seleccionar una tipografía.
- -d para seleccionar el directorio de las tipografías.
- -c centra el texto de salida.
- -l alinea el texto a la izquierda.
- -r alinea el texto a la derecha.
- -w especifica un tamaño de salida.
- -k habilita el kerning, creando cada letra de forma separada en vez de fundirse con las adyacentes.

## Ejemplos
Un ejemplo generado con FIGlet se muestra a continuación:
```
figlet es.wikipedia.org
```

da como resultado
```
                    _ _    _                _ _
  ___  _____      _(_) | _(_)_ __   ___  __| (_) __ _   ___  _ __ __ _
 / _ \/ __\ \ /\ / / | |/ / | '_ \ / _ \/ _` | |/ _` | / _ \| '__/ _` |
|  __/\__ \\ V  V /| |   <| | |_) |  __/ (_| | | (_| || (_) | | | (_| |
 \___||___(_)_/\_/ |_|_|\_\_| .__/ \___|\__,_|_|\__,_(_)___/|_|  \__, |
                            |_|                                  |___/
```

El siguiente comando
```
figlet -ct -f roman Wikipedia
```

da como resultado
```
oooooo   oooooo     oooo  o8o  oooo         o8o                             .o8   o8o            
 `888.    `888.     .8'   `"'  `888         `"'                            "888   `"'            
  `888.   .8888.   .8'   oooo   888  oooo  oooo  oo.ooooo.   .ooooo.   .oooo888  oooo   .oooo.   
   `888  .8'`888. .8'    `888   888 .8P'   `888   888' `88b d88' `88b d88' `888  `888  `P  )88b  
    `888.8'  `888.8'      888   888888.     888   888   888 888ooo888 888   888   888   .oP"888  
     `888'    `888'       888   888 `88b.   888   888   888 888    .o 888   888   888  d8(  888  
      `8'      `8'       o888o o888o o888o o888o  888bod8P' `Y8bod8P' `Y8bod88P" o888o `Y888""8o 
                                                  888                                            
                                                 o888o
```